# Anatolia

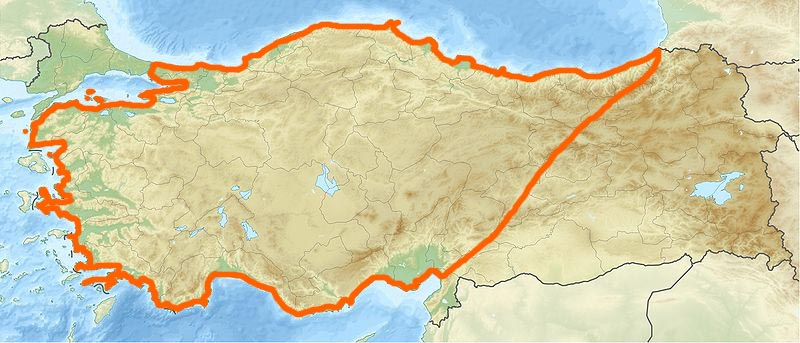
Lokalizacja Anatolii na mapie dzisiejszej Turcji

Anatolia (tur. Anadolu) – kraina historyczna w Turcji. Obejmuje cały półwysep Azji Mniejszej oraz część terenów na wschód od niego. Jej powierzchnia stanowi w zaokrągleniu 2/3 powierzchni całego państwa.

## Pochodzenie nazwy
Nazwa Anatolia pochodzi od greckiego słowa Ἀνατολή (anatolē) – „wschód (słońca lub geogr.)” lub Anatolía – „1. (kraj) wschodu (słońca); 2. geogr. Wschód” i powstała w czasach starożytnych. Przejęli ją Turcy osmańscy jako określenie dla prowincji obejmujących Azję Mniejszą. Jako termin geograficzno-historyczny obejmuje całą azjatycką część Turcji. Nazwa ta w brzmieniu tureckim Anadolu została poprzez etymologię ludową błędnie zinterpretowana jako rzekomo „(kraina) pełna matek” od tur. anne – „matka” i dolu – „pełen”.

## Historia

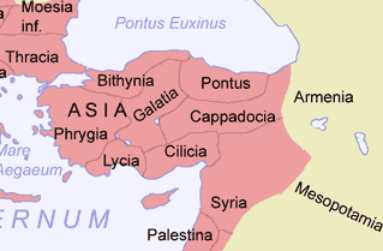
Anatolia pod panowaniem rzymskim

Obszary Azji Mniejszej były zasiedlane już od paleolitu. W neolicie, w południowej Anatolii rozwijała się osada w Çatalhöyük. W okresach późniejszych osadnictwo przyciągały żyzne aluwialne równiny nadmorskie: Cylicja i Pamfilia oraz wybrzeża i doliny anatolijskie. W Azji Mniejszej swe kultury i państwa rozwijali: Hetyci, Huryci, Luwijczycy, Frygowie, Lidyjczycy, Persowie, Celtowie, Pelazgowie, Grecy, Ormianie, Rzymianie, Bizantyjczycy, Kurdowie, Turcy seldżuccy i Turcy osmańscy.
Anatolia w czasach rzymskich była prowincją o nazwie Azja (łac. Asia). Z czasem jednak na jej terenie ustanowiono następujące prowincje: Bitynia, Cylicja, Kapadocja, Galacja, Licja, Pont (tylko tymczasowo).